# Gebrukothuria
Gebrukothuria is een geslacht van zeekomkommers uit de familie Laetmogonidae.

## Soorten
- Gebrukothuria profunda Rogacheva & Cross, 2009